# تحفة الأحوذي بشرح جامع الترمذي
تُحْفَةُ اَلْأَحْوَذِيِّ شَرْحُ جَامِعِ اَلتِّرْمِذِيِّ هو كتاب في شرح الحديث، ألفه عبد الرحمن المباركفوري. يختص الكتاب في شرح جامع الترمذي أو سنن الترمذي أحد الكتب الصحاح الستة، يبحث الكتاب في فقه الحديث الشريف، شرح فيه المباركفوري الإسناد والمتن إذ يذكر نسب الراوي ودرجته ومكانته في رواية الحديث، ويشرح متن الحديث شرحا لغويا ثم يستخرج ما فيه من فوائد علمية وأحكام فقهية ويورد أقوال العلماء وآراءهم.
وقد أشاد به عددٌ من العلماء، فقال العلامة أبي الحسن الندوي: (قد وقع الكتاب من علماء هذا الشأن موقعًا كبيرًا).
وكتب تقي الدين الهلالي قصيدة جاء فيها:
أما معنى الاسم الغريب للكتاب فهو خلاصة ما فهمه المؤلف من جامع الترمذي، حيث أنَّ معنى كلمة «تحفة» هو ما أُتحفت الرجل به من البر واللطف والنغص. بينما «الأَحْوَذِيّ» فهي من حاذ يحوذ، أي حاط يحوط. وتأتي الأَحْوَذِيّ بمعنى المشمر في الأمور القاهر لها.

## منهج المباركفوري في الكتاب
اتبع المباركفوري في كتابة تحفة الأحوذي المنهج التالي:
1- عدم تقيده بأحد المذاهب الفقهية دون غيره.
2- كان شرحه للأحاديث في المجلدات الـ 3 الأولى (من أصل 10 مجلدات) طويلًا مفصلًا، لكن بعد ذلك اتبع الاختصار في ذلك الشرح.
3- العناية والاهتمام بكتابة تراجم الرواة. فكان ينقل تراجمهم حرفيًا كما جاءت في كتب المصنفين أو يقوم بتعديلات يسيرة ليختصر أو يوضح. وقد يحيل الترجمة إلى المصدر الذي أتى بها منه، وقد لا يفعل ذلك في بعض الأحيان. ومن أهم ما نقل منه كتاب «تقريب التهذيب» لابن حجر العسقلاني، و«خلاصة تذهيب تهذيب الكمال» لصفي الدين الخزرجي.
4- تخريج أحاديث جامع الترمذي باقتصاره فقط على ما في الكتب الستة.
5- الاهتمام بمنزلة الحديث، مع تبيانه لعلة منزلته في الغالب. وهو قد يخالف الترمذي أحيانًا في حال الحديث، وكثيرًا ما يعتمد في ذلك على حكم العلماء في الحديث. كما قام بإهمال الأحاديث التي لم يحكم عليها الترمذي.
6- الاهتمام ببيان وتوضيح غريب الألفاظ. واستدل على تلك المعاني بآياتٍ من القرآن الكريم، والروايات الموضحة لها، وكذلك الشعر وغير ذلك. ومن ذلك تفسيره لـ «وتقنع يديك» في باب «ما جاء في التخشع في الصلاة» فقال: (من إقناع اليدين رفعهما في الدعاء، ومنه قوله تعالى «مقنعي رؤوسهم»).
7- توضيح الإشكالات المتعلقة بسند الأحاديث والمتن.
8- كان الترمذي متساهلًا في التصحيح أحيانًا، لذلك نبه المباركفوري على المواضع التي وقع فيها التساهل عند الترمذي.
9- كان الترمذي في بعض المواضع يذكر اختلاف أهل العلم في مسألة ما دون أن يرجح أحد الأقوال على غيره، فقام المباركفوري بالترجيح.
10- أنهى كتابه بشرحٍ لكتاب «العلل» للترمذي، وسماه «شفاء الغلل في كتاب العلل».
11- بيان المبهم في الحديث والسند: ومن ذلك في باب ما يقول في سجود القرآن، قال: (قوله «جاء رجل» قال ميرك: هو أبو سعيد الخدري).
وفي باب تفسير سورة الحشر، ورد «أنَّ رجلًا من الأنصار» فكتب المباركفوري: (يقال له أبو طلحة، كما في رواية مسلم).
12- تصحيح بعض الأخطاء الناتجة عن النسخ: ومن ذلك في باب ما جاء في الوقت الأول من الفضل، ذكر المباركفوري بعد ترجمة «أبي يعفور»: (اعلم أنه وقع في بعض نسخ الترمذي «أبي يعقوب»، وهو غلط).
13- تصحيح بعض الاختلاطات في الأسماء: ومن ذلك في باب ما جاء في أدب الولد، في ترجمة «ناصح» بين أنه ابن عبد الله، أو ابن عبد الرحمن التميمي المحلمي، ثم قال: (وزعم الترمي بأن ناصحًا هذا هو ابن العلاء الكوفي، وهو وهمٌ منه).
14- ضبط الأسماء الغريبة في سند الحديث أو متنه: ومن ذلك قوله في باب أخذ المال بحقه عند ترجمة «أبو الوليد واسمه عبيد سنطا» قال: (وفي بعض النسخ سنوطا. قال في القاموس: وسنوطي كهيولي، لقب عبيد المحدث، أو اسم والده).

## مزايا الكتاب
1- أنه يقوم على كتاب جامع الترمذي، أحد الكتب الأساسية في الحديث عند أهل السنة.
2- التحدث في مسائل العقيدة إن ورد ما يدل عليها في سياق الأحاديث. ومن ذلك صفات الله عزو وجل، وكذلك التوسل إلى الله بأحدٍ من خلقه، وعدم خلود أهل الكبائر في النار.
3- التحذير من انحرافات الفرق المختلفة التي نشأت في الإسلام. مع الإشارة لتلك الانحرافات وتبيانها وموقف أهل السنة من ذلك، والرد على تلك الانحرافات. ومن أشهر ما تحدث به الدعوات الضالة التي نشأت في الهند.
4- شرح الأحاديث باستخدام آيات القرآن ما أمكن ذلك، وفي ذلك توضيح للحديث وتوضيح للآيات أيضًا. ومنه تفسيره في باب ما جاء في القوم يجلسون ولا يذكرون الله تفسيره لـ «عليهم ترة» فذكر فيها: (بكسر التلاء وتخفيف الراء، أي تبعة ومعاتبة، أو نقصانًا وحسرة، من وتره حقه نقصه، وهو سبب الحسرة، ومنه قوله تعالى: «ولن يتركم أعمالكم»)@منهج العلامة المباركفوري في تحفة الأحوذي، عبد الله بن رفدان الشهراني، ص. 249.

## انتقادات على الكتاب
تؤخذ على المباركفوري بعض الانتقادات في كتابه، ولعل أهمها:
1- النقل الحرفي لبعض النصوص من الكتب والعلماء، رغم أنه قد يستلزم الأمر في بعض الأحيان اختصارها أو شرحها، أو حتى ترجمتها. فمن ذلك نقله من كتاب «العجالة النافعة» وكتاب «بستان المحدثين» فهما بالفارسية، فكان ينقل نصوصهما كما هي دون تعريب.
2- عند ترجمة الراوي قد لا يذكرها في أول مكان يذكر فيه اسم الراوي، بل قد يؤخرها لمكانٍ آخر يُذكر فيه. ومن ذلك ترجمته للجارود، فلم يذكر ترجمته في باب الرخصة في البول قائمًا، بل أخرها إلى باب ما جاء أن الماء من الماء.
3- تكراره الترجمة لبعض الرواة: ومن ذلك ترجمة «شريك بن عبد الله النخعي» حيث تكررت في باب «ما جاء في النهي عن البول قائمًا» وباب «ما جاء في المشي يوم العيد» وباب «ما ذكر قدر ما يجزء من الماء في الوضوء» وباب «ما جاء في زكاة البقر» وفي أبواب أخرى.
4- عدم تبيان ما أغفله الترمذي في جامعه من علل بعض الأحاديث.
5- في النقاط الفقهية التي ترد في بعض الأحاديث، لا ينقل الآراء الفقهية من كتب الفقه، إنما ينقلها من كتب الحديث التي وردت فيها تلك الأحاديث، مثل كتاب فتح الباري شرح صحيح البخاري وكتاب سبل السلام شرح بلوغ المرام.
6- التحامل على بعض من يذكرهم في الكتاب من مقلدي المذاهب الأربعة، ومن ذلك قوله في مسألة تأخير وتعجيل صلاة العصر وبعد دلالته على عدم التأخير قال: «ولا تعجبوا من هؤلاء المقلدين أنهم كيف يتركون الأحاديث الصحيحة الصريحة في تعجيل العصر، ويتشبثون بمثل هذا الحديث، فإن هذا من شأن التقليد».
7- تحامله على أتباع المذهب الحنفي، ومن ذلك أنه قال عنهم: (ينقرون كنقر الديك ويتركون تعديل الأركان متعمدين، بل إذا رأوا أحدًا يعدل الأركان تعديلًا حسنًا، فيظنون أنه ليس على المذهب الحنفي، فهداهم الله إلى التعديل".
8- الحديث عن الإمام أبي حنيفة في عدة مواضع بطريقة غير مناسبة، ومن ذلك وصفه بـ «سيئ الحفظ».
9- وقوعه في بعض الأوهام أثناء نقل بعض التراجم: ومن الأمثلة على ذلك في باب «أن الماء لا ينجسه شيء» قال في ترجمة «الحسن بن علي الخلال»: (وعنه: الأئمة الستة) ولكن النسائي لم يرو عنه. وفي ترجمة أبو بكر محمد بن نافع البصري قال: (لم أقف على ترجمته) بينما ترجم له في باب ما جاء في العمل في أيام العشر.  